# نه ناد میلییاش
نه ناد میلییاش (صربی: Nenad Milijaš؛ زادهٔ ۳۰ آوریل ۱۹۸۳) یک بازیکن فوتبال اهل صربستان است.

## تیم ملی
وی همچنین در تیم ملی فوتبال صربستان بازی کرده است.